# Cnudde Bizon
Cnudde Bizon is een Belgisch bier van hoge gisting.
Het bier wordt sinds 2000 gebrouwen in Brouwerij Cnudde te Eine, een deelgemeente van Oudenaarde.
Het is een rood fruitbier met een alcoholpercentage van 5,5%. De naam Bizon verwijst naar de Ohiobrug over de Schelde. Er staat een Amerikaanse bizon op elk van de bruggenhoofden.